# アンディ・バーチャム
アンドリュー・バーチャム（Andrew Barcham, 1986年12月16日 - ）は、イングランド・バジルドン出身の元サッカー選手。ポジションはFW(LW)。

## 経歴
2006-07シーズンの2006年11月8日カーリング・カップ4回戦、ポート・ヴェイルFC戦で先発出場し、トッテナム・ホットスパーFCのトップチームデビューを果たす。66分にディミタール・ベルバトフと交代するまでプレーした。トッテナムでの出場はこの1試合のみだった。
2009年にトッテナムを退団して以降は、イングランドの下部リーグのチームを転々としている。